# フランク・ホーンビィ
フランク・ホーンビィ（Frank Hornby　1863年5月15日 - 1936年9月21日）は、イギリスのリヴァプール出身の技術者・事業家、政治家。メカノ、ホーンビィの創業者。世界中に組み立て式金属玩具であるメカノを普及させた功労者。

## 来歴
1863年5月15日にリヴァプールCopperas Hillで生まれた。幼少時より、発明の才を発揮し、1901年1月9日に後にメカノとなる'Mechanics Made Easy'の特許を取得して同年メカノ社を設立した。第一次世界大戦後にはゼンマイ仕掛けの鉄道模型を発売した。1920年に最初の機関車を組み立てキットとして発売、1925年以降は全てのホーンビィの製品は組み立て済みで販売された。これらの当時の製品は現在ではコレクターの収集の対象となっている。
同社は1920年から1930年代にかけてイギリス最大の玩具メーカーに成長した。同時期イギリスだけでなく、アルゼンチン、フランス、ドイツ、アメリカ、スペインでも製造した。1934年には縮尺1/43.5のミニカーのディンキーの製造に参入した。
1931年イギリス総選挙で保守党から出馬して当選して1935年まで務めた。1936年9月21日に死去した。ホーンビィ社は1963年の時点で工場勤務で2000人を雇用(その中で8割は女性)してさらに事務関係で300から400人を雇用していた。業績が悪化して1964年にラインズ・ブラザーズ(Lines Brothers)に買収され、1970年にはエアフィックスの傘下に入った。1979年にBinns Roadの工場を閉鎖した。メカノの製造はフランスのCalaisで継続され、Meccano SAは2000年5月に日本のニッコーに買収された。
2013年にはリヴァプールで生誕150周年が祝われた。

## 文献
- Frank Hornby the boy who made 1,000,000 with a toy (1975年) ISBN 9785872051411
- The Toy Story: The Life and Times of Inventor Frank Hornby (2002年) ISBN 9780091881177
- The Toy Maker: The Life and Times of Inventor Frank Hornby (2004年) ISBN 9780091895815